# Erebuni repülőtér
Az Erebuni repülőtér (örmény nyelven:Էրեբունի օդանավակայան) (ICAO: UDYE) egy vegyes használatú (polgári és katonai) repülőtér Jerevánban (Örményország). Jereván központjától 7,3 km távolságra délre helyezkedik el. A repülőteret főleg a hadsereg használja. MiG-29-es vadászrepülőgépek és Mi-24 támadóhelikopterek repülőszázada állomásozik itt. 
Magáncégek alkalmanként bérelt helikopteres járatokat üzemeltetnek az országon belül és a FÁK-országokba. A repülőtéren található egy Diamond DA40 típusú repülőgép is, amelyet a helyi repülőiskola használ.

## Története
A repülőteret L. Sh. Khristaforyan és R. G. Asratyan építészek tervezték, továbbá E. N. Tosunyan és I. G. Baghramyan.
2013 novemberében az örmény kormány a repülőtér bővítéséről határozott.  2014 januárjában az orosz Déli Katonai Körzet megerősítette, hogy Mi-24P (Hind-F) támadóhelikopterek, Mi-8MT és Mi-8SMV szállítóhelikopterek lesznek elhelyezve az Erebuni repülőtéren.

## Események és balesetek
2008. november 4-én  egy Mi-24 gyakorlórepülés során megsemmisült. Arshak Nersisyan kapitány meghalt a balesetben.

## Külső hivatkozások
- Repülőtér-információ a World Aero Data adatbázisában

- A repülőtér aktuális időjárása a NOAA/NWS-től